# Sikora jasnoskrzydła
Sikora jasnoskrzydła (Poecile atricapillus) – gatunek małego ptaka z rodziny sikor (Paridae), zamieszkujący Amerykę Północną (Kanada, USA). Przeważnie osiadły, choć przemieszcza się z wyższych wysokości na niższe. Nie jest zagrożony.

## Podgatunki i zasięg występowania
Wyróżnia się 9 podgatunków P. atricapillus:
- P. atricapillus turneri – środkowa i południowa Alaska i północno-zachodnia Kanada;
- P. atricapillus occidentalis – wybrzeża południowo-zachodniej Kanady i północno-zachodnie USA;
- P. atricapillus fortuitus – południowo-zachodnia Kanada i północno-zachodnie USA;
- P. atricapillus septentrionalis – zachodnia i środkowa Kanada do środkowego USA;
- P. atricapillus bartletti – Nowa Fundlandia;
- P. atricapillus atricapillus – wschodnia Kanada do środkowych i północno-wschodnich USA;
- P. atricapillus garrinus – zachodnio-środkowe USA;
- P. atricapillus nevadensis – zachodnie USA;
- P. atricapillus practicus – Appalachy.

## Morfologia
Długość ciała 12,7 cm, rozpiętość skrzydeł 18–20 cm, masa ciała 11 g. Charakterystyczna czarna czapka i śliniaczek o postrzępionym dolnym brzegu; policzki białe. Boki płowe. Biało obrzeżone pokrywy skrzydłowe.

## Ekologia
ŚrodowiskoLiściaste oraz mieszane zadrzewienia, zarośla wierzbowe i żywopłoty.
RozródGniazda zakłada w dziuplach (naturalnych, wykutych samodzielnie lub opuszczonych przez dzięcioły) i w skrzynkach lęgowych. W zniesieniu 1–13 jaj, są one białe z drobnymi czerwonawobrązowymi kropkami lub plamkami; ich inkubacja trwa 12–13 dni. Pisklęta przebywają w gnieździe przez 12–16 dni od wyklucia.
PożywienieWiosną, latem i jesienią 80–90% jej diety stanowią owady, pająki i inny pokarm zwierzęcy. Zimą około połowę diety stanowi pokarm roślinny (głównie nasiona i jagody), a drugą połowę pokarm zwierzęcy (owady, pająki, łój, a czasem tłuszcz i drobne kawałki mięsa z zamarzniętej padliny). Często żeruje w mieszanych stadkach jak większość sikor. Odwiedza karmniki.

## Status
IUCN uznaje sikorę jasnoskrzydłą za gatunek najmniejszej troski (LC, Least Concern). W 2020 roku organizacja Partners in Flight szacowała liczebność populacji lęgowej na 43 miliony osobników. Trend liczebności populacji oceniany jest jako wzrostowy.